# 401
El 401 (CDI) fou un any comú començat en dimarts del calendari julià.

## Esdeveniments
- Els visigots ataquen diverses poblacions italianes
- La població de la Terra passa els 205 milions

## Defuncions
- 19 de desembre, Roma: Anastasi I. Papa de l'Església Catòlica